# 고구려 평양성 석편
고구려 평양성 석편(高句麗 平壤城 石片) 또는 고구려 평양성 축성 기록 글자는 고구려의 평양성을 쌓을 당시 도성의 축조를 맡은 공사책임자가 평평한 자연석 위에 글자를 새긴 것이다. 1978년 12월 7일 대한민국의 보물 제642호로 지정되었다.

## 개요
고구려 평양성 석편(高句麗 平壤城 石片)은 고구려의 평양성을 쌓을 당시 비교적 평평한 자연석 위에 글자를 새긴 것이다.
평양성은 고구려의 도성으로 외성(外城), 중성(中城), 내성(內城), 북성(北城) 등 4성으로 나뉘어 있다. 성의 길이는 전체 15km로 성곽주변은 강으로 둘러싸여 평양시의 중심부를 이루고, 주로 내성벽은 돌로, 외성벽은 흙으로 축성되어 있다. 성의 내부에는 당시 고구려의 도시구획터가 아직도 남아있다. 이 성곽에서 현재까지 글자가 새겨진 4개의 성석(城石)이 발견되었는데 그 가운데 이화여자대학교 박물관에 소장되어 있는 이 성석편은 두 번째로 발견된 것이다. 성석에 새겨진 글자 수는 모두 7행 27자로, 그 내용은 ‘기유년 5월 21일 이곳으로부터 아래쪽 동쪽을 향하여 12리 구간을 물성소형 배 ■백두(物省小兄 俳 ■百頭)가 구축한다’라고 풀이되고 있다.
이 성석의 현재 상태는 두 번째 행의 깨어져 나간 부분과 함께 전체 9조각으로 균열되어 있어 석고로 고정시켜 놓은 상태이다.

## 특징
모두 27자를 7줄에 걸쳐 새겼는데, 현재의 성석편은 두 번째 줄이 결실되고 전체가 여러 조각으로 쪼개져 있어 석고로 고착시켜 놓았다. 일명 '평양성벽석각(平壤城壁石刻)' 또는 '평양고성각자(平壤古城刻字)'라고도 부른다.
지금까지 고구려시대 평양성벽에 글자를 새긴 성돌이 여럿 발견되었다. 이 성석편은 그 가운데 두 번째 발견된 것으로서, 순조 29년 기축년(1829년)의 대홍수로 인해 평양성의 성벽이 무너졌을 때 외성 오탄 아래에서 나왔다고 전한다. 처음 발견된 이후 이 성석편은 철종 6년(1855년) 역관으로서 서화수집가·금석학자이기도 했던 오경석의 손에 들어갔고, 이어 그의 아들 오세창이 보관하고 있었으며, 현재 이화여자대학교 박물관에 소장되어 있다. 같은 박물관에는 두 번째 줄이 결실되기 이전의 옛 탁본도 소장되어 있다.
오늘날 평양시 일원에 남아있는 성벽은 고구려 시대의 도성으로부터 시작되었는데, 이곳이 과연 장수왕 15년(427년)에 국내성에서 옮겨온 '평양(平壤)'인지 아니면 양원왕 8년(552)에 쌓아 평원왕 28년(586년)에 옮긴 '장안(長安)'인지에 대해서는 이견이 있었다. 그러나 평양시 동북쪽의 대성산 기슭에 위치한 안학궁이 장수왕 때의 '평양'으로 밝혀짐에 따라 지금의 평양성 자리는 양원왕∼평원왕 때의 '장안'으로 여기게 되었다.
성석편의 내용은 "기유년 5월 21일 여기로부터 아래로 동쪽을 향해 12리를 물구 소형과 배수 백두가 담당하였다"는 것이다. 명문 중의 간지인 기유(己酉)를 《해동금석원》이나 《조선금석총람》에서 '기축(己丑)'으로 잘못 판독함에 따라 첫 번째 발견되었던 기축년명성석과 함께 장수왕 37년(449년) 또는 평원왕 11년(569년)으로 추정되기도 했다. 그러나 원석이나 고탁을 보면 '기유'가 분명하므로 장수왕 57년(469년) 또는 평원왕 31년(589년)에 해당되며, 그 가운데 평원왕 31년이 유력하다.
명문은 소형이란 하급관원이 책임을 지고 축성했다는 사무기록에 지나지 않지만, 고구려시대 도성의 축조 사실을 명시해주는 귀중한 석문이다. 소형은 고구려의 14관등 가운데 제11위에 속한다. 또 고구려의 서예자료로서도 주목되는데, 청나라 학자 캉요우웨이가 《광예주쌍집》에서 이 글씨의 서품을 고품 하에 넣어 높이 평했듯이 꾸미지 않은 자연스러운 필치가 돋보인다.

## 참고 자료
- 고구려 평양성 석편 - 국가유산청 국가유산포털
- 고구려 평양성 축성 기록 글자 - 이화여자대학교 박물관

 본 문서에는 서울특별시에서 지식공유 프로젝트를 통해 퍼블릭 도메인으로 공개한 저작물을 기초로 작성된 내용이 포함되어 있습니다.